# Never Enough (album av Melissa Etheridge)
Never Enough är Melissa Etheridges tredje studioalbum. Det utgavs 17 mars 1992. 

## Låtlista
Alla låtar av Melissa Etheridge förutom "Dance Withouth Sleeping" (Etheridge/Lewak/McCormick) och "It's for You" (Etheridge/McCormick).
1. "Ain't It Heavy" – 4:20
2. "2001" – 4:36
3. "Dance Without Sleeping" – 5:40
4. "Place Your Hand" – 3:24
5. "Must Be Crazy for Me" – 3:43
6. "Meet Me in the Back" – 4:02
7. "The Boy Feels Strange" – 4:31
8. "Keep It Precious" – 6:13
9. "The Letting Go" – 3:05
10. "It's for You" – 5:41

## Medverkande
Musiker
- Melissa Etheridge – gitarr, piano, sång
- Deborah Dobkin – percussion
- Richard Gibbs – keyboard
- Mark Goldenberg – gitarr
- Mauricio-Fritz Lewak – percussion, trummor, sång
- Kevin McCormick – basgitarr, gitarr, sång
- Ian McLagan – orgel, piano
- Dermot Mulroney – cello
- Steuart Smith – gitarr
- Scott Thurston – keyboard

Produktion
- Melissa Etheridge, Kevin McCormick – arrangement, produktion
- Gabe Veltri – ljudtekniker, ljudmix
- Kevin McCormick – ljudmix
- John Aguto, Greg Goldman, Randy Wine – assiterande ljudtekniker
- Stephen Marcussen – mastering
- Norm Ung – omslagsdesign
- Dennis Keeley – foto

## Listplaceringar
| Lista (1992)      | Topplacering |
| ----------------- | ------------ |
| USA Billboard 200 | 21           |